# Beyond Fantasy Fiction
Além da Ficção de Fantasia foi uma revista de fantasia editada por H. L. Gold, com apenas dez números publicados a partir de 1953 a 1955. As duas últimas questões levado a tampa do título de Além da Ficção, mas a publicação do nome para fins de direitos autorais continuava como antes.
Apesar de não ser um sucesso comercial, incluídos vários contos de autores de renome, como Isaac Asimov, Ray Bradbury e Philip K. Dick. A publicação foi descrito pela crítica como um sucessor da tradição de Desconhecido, de uma fantasia revista que cessou a publicação, em 1943. Observou-se, para a impressão de fantasia com uma base racional como o lobisomem histórias que incluiu explicações científicas. Uma seleção de histórias do Além , foi publicado em brochura forma, em 1963, também sob o título de Além.
James Gunn, um historiador de ficção científica, considerada a revista como o melhor da fantasia revistas lançado no início da década de 1950, e a ficção científica encyclopedist Donald H. Tuck sustentou-lo impresso de um material muito bom. Nem todo crítico de visto para Além de completamente bem sucedida, no entanto; P. Schuyler Miller, em 1963 revisão, comentou que as histórias eram mais bem sucedido quando eles não tenta emular o Desconhecido.

## História e significado
Além da Ficção de Fantasia foi uma fantasia orientada companheiro para o mais bem sucedido Galaxy Science Fiction, que foi lançado em 1950; Além havia sido planejado por editor H. L. de Ouro a partir do momento Galaxy foi lançado, mas teve que esperar até a Galáxia foi firmemente estabelecida. Além de"s primeira edição, datada de julho de 1953, incluído um editorial de Ouro em que ele expôs a revista do escopo, excluindo (em suas palavras), apenas "o provavelmente possível" e "o unentertaining". de Ouro recrutados Sam Merwin, que tinha acabado de sair do editor do Fantástico Universo, para ajudar na edição, que o mastro de ambas as revistas listadas Ouro, como editor. Um típico problema de Além incluídas várias histórias que eram longos o suficiente para ser listado como novelas ou novelas, com o conteúdo aumentada com obras mais curtas, normalmente, para um total de, pelo menos, sete histórias.
A primeira edição contou com Theodore Sturgeon, Damon Knight, Frank M. Robinson, e de Richard Matheson. Outros escritores que apareceram na revista incluído Jerome Bixby, John Wyndham, James E. Gunn, Fredric Brown, de Frederik Pohl (tanto em seu próprio nome e com Lester del Rey em comum pseudônimo de "Charles Satterfield"), Philip José Farmer, Randall Garrett, Zenna Henderson, e Algis Budrys.
Cinco das dez capas eram surrealistas, que era um tanto incomum artística escolha de um gênero de revista. A pintura da capa para a primeira edição foi por Richard M. Poderes; o Ouro foi um dos poucos editores da revista Americana para usar o seu trabalho, apesar de Poderes foi prolífica no fornecimento de ilustrações para capas de brochura. além de Poderes, René Vidmer e Arthur Krusz (entre outros) contribuíram com a arte da capa. A revista também realizadas interior obra de arte, normalmente, vários ilustrações, para quase toda história; além disso, cada história incluído um fac-símile da assinatura do autor, no final do texto. Os melhores e mais conhecidos interior do artista , Além utilizado foi Ed Emshwiller, embora houvesse vários outros artistas. A revista realizada quase não-ficção, apesar de haver ocasional "filler" peças para ocupar espaços no final das histórias. A publicação contida no livro de revisões, e apenas o primeiro problema levado a um editorial.
A revista não foi comercialmente bem-sucedida: pelo que o tempo de circulação as figuras não eram obrigados a ser publicado anualmente, como eles foram, mais tarde, de modo que o real circulação números não são conhecidos. Sua morte, depois de menos de dois anos pode ser atribuída, em parte, para a diminuição da popularidade de fantasia e ficção de horror. Em 1958, o anúncio na Galáxia para conjuntos completos da revista para r $3,50, o editor descrita Além como "uma esplêndida experimento para determinar se havia suficiente leitores para apoiar verdadeiramente belo, fantástico e de alta qualidade ficção de fantasia revista. Não havia", "como o resto do país parecia ser ... fora da cidade na época e perdido na banca de jornal".

## Recepção

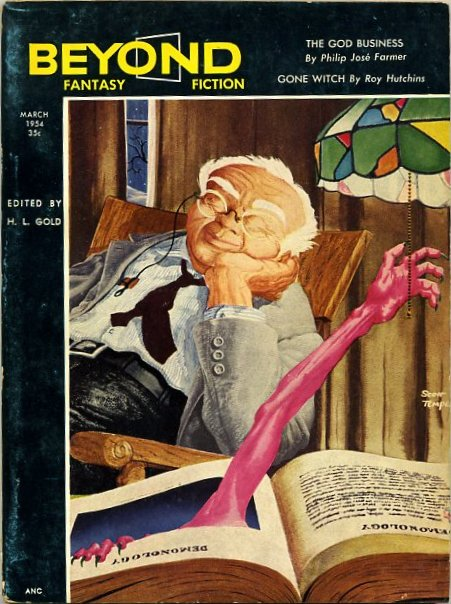
De março de 1954 problema de Além da Ficção de Fantasia. Arte da capa por Scott Templários.

De acordo com a ciência-ficção do historiador Donald H. Tuck, Além de publicado "muito bom o material," com aparições de muitos autores bem conhecidos, e a revista é muitas vezes citado como sendo o sucessor do incomum fantasia tradição do Desconhecido. o Autor James Gunn disse da nova fantasia revistas que apareceram na década de 1950, que "a melhor delas foi Além, criado por Horace Ouro como um companheiro de fantasia revista Galáxia, que ele tinha criado três anos antes. Além da Ficção de Fantasia visam o mesmo racionalizado fantasia nicho que o Desconhecido havia estabelecido, e que o Ouro tinha contribuído histórias." Não se pensava que a revista foi totalmente bem-sucedida em emulando Desconhecido, no entanto; P. Schuyler Miller, a revisão de uma antologia elaborado a partir de páginas do Além, foi, em geral, que aprova, mas comentou que "Exceto para Budrys, Pohl, o Marrom e o Esturjão, essas histórias do Além são bastante auto-consciente. Eles são melhores quando eles não estão tentando ser como o Desconhecido." Miller avaliação da revista geral foi a de que ele "deu um passe na mesma posição [ Desconhecido], mas não fazê-lo."
Além de"s seleção de histórias tem sido descritas pela ciência ficção historiador Michael Ashley como "buscando alcançar ... de alta qualidade ficção de fantasia aceitável para todos os leitores"; acrescenta que, Além foi mais bem sucedido do que o Fantástico, a Ficção científica, um concorrente neste nicho, porque o Ouro "tinha uma visão mais clara e foi mais determinado ... para alcançá-lo. ... apesar de as vendas de problemas, Ouro persistentes na publicação de ficção que procurou para esticar os limites da imaginação."
- "...E o Meu Medo É Grande...", por Theodore Sturgeon (julho de 1953)
- "O Muro ao Redor do Mundo", de Theodore R. Cogswell (setembro de 1953)
- "Garoto Coisas", de Isaac Asimov (setembro de 1953)
- "O Vigilante de fichas de Poker", de Ray Bradbury (Março de 1954). Geralmente reeditado sob o título "O Vigilante de fichas de Poker de H. Matisse"
- "O seno do Magus", por James E. Gunn (Maio de 1954)
- "O Verde Mágico", por L. Sprague de Camp e Fletcher Pratt (novembro de 1954). Parte do Incompleat Encantador série
- "Sobre o Maçante Terra", por Philip K. Dick (de novembro de 1954)

Apesar de não Hugo Awards foram apresentados em 1954, 2004 World Science Fiction Convention, premiado com a "Retro Hugos" para esse ano. Dois Além de histórias apareceu como vice-campeão: Esturjão "...E o Meu Medo É Grande..." terceiro colocado na novela categoria, e Cogswell "The Wall Todo o Mundo", quinto na novela categoria. Além disso, o Ouro quinto colocado no editor de categoria, embora reconhecido o seu trabalho no Galaxy assim como no Além.

## Detalhes bibliográficos
O editor foi Galáxia Publishing Corporation, de Nova York. A revista foi inicialmente intitulado Além da Ficção de Fantasia, e isso se manteve o título no mastro ao longo de dez problema de execução. No entanto, o problema 9 alterado o título para simplesmente Além da Ficção na capa, lombada e tabela de conteúdo. Questão 10 utilizado o novo, o título mais curto na capa e lombada, mas revertido para Além da Ficção de Fantasia para a tabela de conteúdos. Como resultado, a revista é frequentemente listado como tendo mudado o seu nome para as duas últimas questões.
A revista começou como um de 160 páginas, digerir, ao preço de 35 centavos de dólar. O preço continuou o mesmo durante a corrida, mas a contagem de páginas foi reduzido para 128 para a oitava edição, de setembro de 1954. A revista bimestral, mas as questões 9 e 10 não levar mês e datas do ano, o que levou a diferentes bibliographers catalogá-las de maneiras diferentes. No entanto, o mastro para esses problemas, indica que a revista manteve-se bimestral, e para que eles são agora geralmente catalogado de novembro de 1954 e de janeiro de 1955, respectivamente; as datas direitos de autor sobre as duas últimas questões correspondem a essas datas. O volume de numeração foi completamente regular; volume 1 teve seis números, e o volume 2 cessado com o seu quarto número. As histórias eram impressos no formato de duas colunas de costume para digerir revistas.
Uma edição Britânica da revista correu por quatro questões em um bimestral agenda iniciando em novembro de 1953 e acabamento em Maio de 1954. Estes copiados os quatro primeiros números da versão americana, com um pouco de corte conteúdo. Eles foram numerados de 1 a 4, mas não foram datados. Dez anos depois de a revista dobrada, nove histórias do Além foram coletados em 160 páginas, brochura Além, publicado em 1963 pela universidade de Berkley Books (F712) e editado por Thomas Dardis (que não foi creditado no livro).

## 30em
1. 1 2 3 4 5 6  See the individual issues, and also the index at «ISFDB: Beyond Fantasy Fiction». ISFDB. Consultado em 21 de julho de 2007
2. ↑  Asimov's "Kid Stuff" and Dick's "The King of the Elves" appeared in the September 1953 issue: «"Kid Stuff" & "The King of the Elves"». Beyond Fantasy Fiction. 1 (2): 121, 142. Setembro de 1953
3. 1 2 3 4  Michael  Ashley, Transformations, pp. 65–66.
4. ↑  H.L. Gold, "Beyond", in Beyond Fantasy Fiction, July 1953, p. 2.
5. ↑  «Richard Powers: Summary Bibliography». Internet Speculative Fiction Database
6. ↑  For example, the January 1954 issue has a half-page filler entitled "Feline Facts", about the habits of cats.
7. ↑  See for example the statement of circulation in "Statement Required by the Act of October 23, 1962", Analog Science Fiction/Science Fact vol. 76, no 4 (December 1965), p.161.
8. ↑  «Treasure Located». Galaxy (advertisement). Agosto de 1958. 72 páginas. Consultado em 13 de junho de 2014
9. ↑  Donald H. Tuck writes "Although it printed some very good material, it was never commercially successful."
10. ↑  Malcolm Edwards describes it as "conceived in the same spirit as Unknown".
11. ↑  Gunn, James E. (1970). The Witching Hour. [S.l.]: Dell. ISBN 0-7592-2274-6
12. ↑  "The Reference Library", Analog Science Fact—Science Fiction vol. 71, no 5 (July 1963), pp. 87–88.
13. ↑  «The Long List of Retro Hugo Awards, 1954». NESFA. Consultado em 20 de setembro de 2007
14. 1 2  Not described in the reference works; see the individual issues.
15. ↑  Ashley, Beyond Fantasy Fiction, p.110; Tuck, "Beyond Fantasy Fiction", p.549.
16. ↑  Mike  Ashley, Beyond Fantasy Fiction, in John Clute and John Grant, eds, The Encyclopedia of Fantasy (New York: St. Martin's; ISBN 0-312-14594-2), 110.